# Onyctenus
Onyctenus is een geslacht van kevers uit de familie oliekevers (Meloidae).
Het geslacht werd voor het eerst wetenschappelijk beschreven in 1828 door Amédée Louis Michel le Peletier en Jean Guillaume Audinet-Serville.

## Soorten
Het geslacht omvat de volgende soort:
- Onyctenus sonnerati LePeletier & Audinet-Serville, 1828